# وندرسون (بازیکن فوتبال)
وندرسون (پرتغالی: Vanderson؛ زادهٔ ۲۱ ژوئن ۲۰۰۱) بازیکن فوتبال اهل برزیل است.